# Fotomuseum aan het Vrijthof
Fotomuseum aan het Vrijthof, voorheen Museum aan het Vrijthof en Museum Spaans Gouvernement, is een particulier fotografiemuseum in het centrum van de Nederlandse stad Maastricht. Het museum is gedeeltelijk gevestigd in het Spaans Gouvernement aan het Vrijthof, een van de oudste, niet-kerkelijke gebouwen van de stad. Na een ingrijpende verbouwing en uitbreiding in 2012, verschoof de nadruk van 18e-eeuwse stijlkamers naar wisselende exposities van hedendaagse kunst en kunstnijverheid. Vanaf 2019 is Fotomuseum aan het Vrijthof een fotografiemuseum. 

## Geschiedenis

### Collectie Wagner-De Wit
De basis van de vaste collectie werd in het verleden gevormd door de collectie Wagner-De Wit. Deze verzameling van kunst en antiek werd in de eerste helft van de 20e eeuw bijeengebracht door het Haagse echtpaar Frederik Wagner (1870-1958) en Ambrosina de Wit (1876-1957). De nadruk lag op Hollandse en Vlaamse meesters uit de 16e, 17e en 18e eeuw, onder anderen Dirck van Baburen, Adriaen van de Venne, Willem de Poorter, Cornelis van Poelenburch, Johannes Lingelbach, Egbert Lievensz. van der Poel, Nicolaes Moeyaert, Nicolaes Berchem, Lodewijk de Vadder, Jacques d'Arthois en Pieter Casteels III. De Haagse School was in de collectie vertegenwoordigd met werken van Jozef Israëls, Johan Hendrik Weissenbruch, Willem Bastiaan Tholen,  George Hendrik Breitner en de broers Jacob, Matthijs en Willem Maris. Het kunstminnende echtpaar verzamelde tevens beelden uit de middeleeuwen en de renaissance, tapijten en meubels uit de 17e en 18e eeuw, glazen en kristallen objecten, antieke munten en oosterse kunstvoorwerpen.

### Museum Het Spaans Gouvernement (1973-2008)

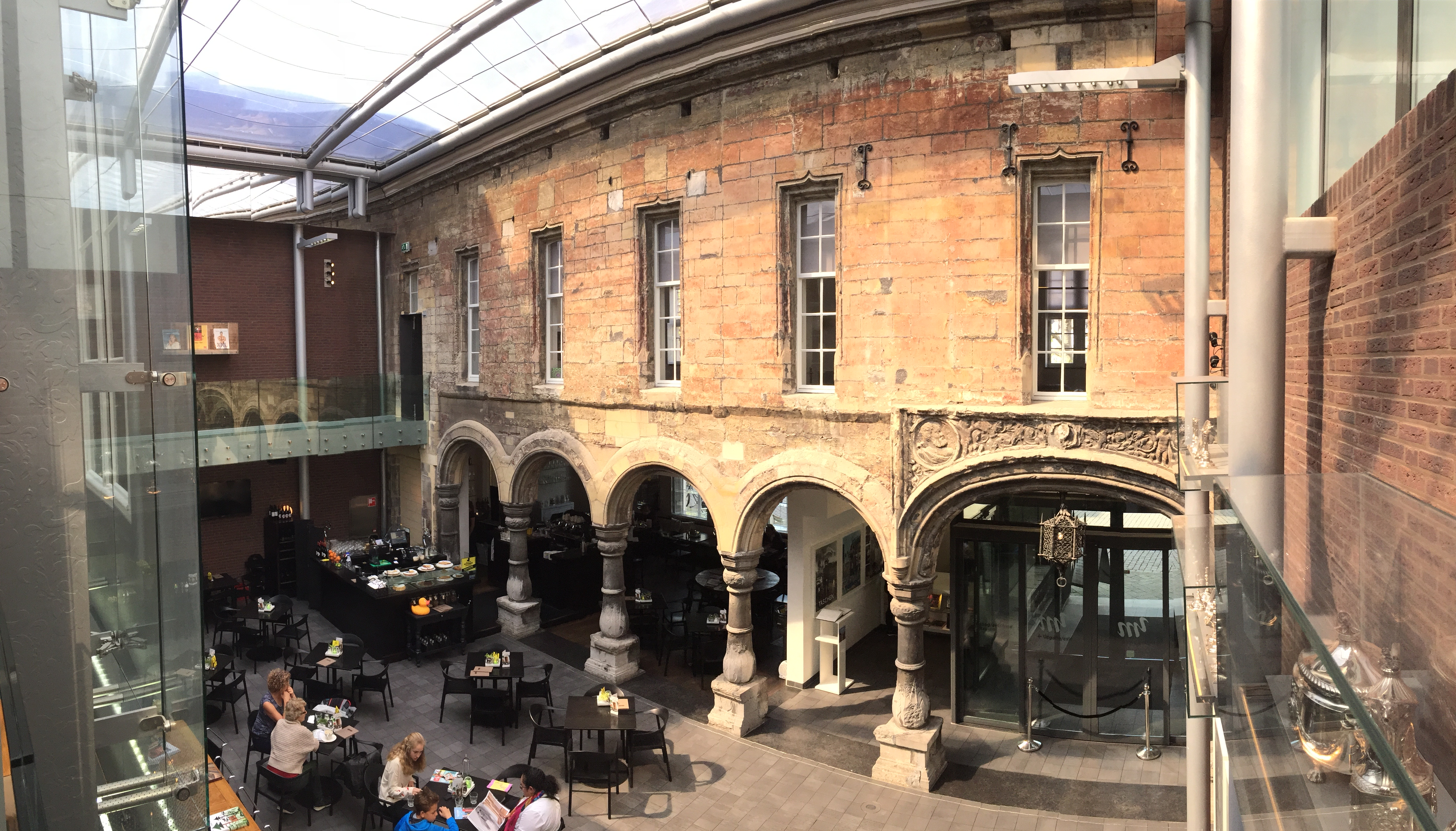
Zuilenarcade Spaans Gouvernement

Het echtpaar Wagner-De Wit bepaalde testamentair dat de collectie na hun dood in Maastricht gehuisvest zou worden. Daartoe werd de Stichting Wagner-de Wit opgericht. Voorzitter en stuwende kracht was gedurende vele jaren H.J Schaepman. In 1961 wees de gemeente Maastricht het Spaans Gouvernement aan als toekomstige huisvesting voor de collectie. In 1968 ging een ingrijpende restauratie van dit gebouw van start. Op 16 augustus 1973 opende het museum zijn deuren. Het museum was slechts op afspraak te bezichtigen. Het bestond uit enkele stijlkamers, waarvan er twee waren ingericht in de Luiks-Maastrichtse Lodewijk XVI-stijl uit de late 18e eeuw. De zogenaamde Luikse kamer werd enige tijd gebruikt als trouwlocatie.
In 1988 verwierf de Stichting Wagner-De Wit een legaat van zeventig olieverfschilderijen en tweehonderd tekeningen van de Maastrichtse schilder Rob Graafland. In de loop der jaren werd de collectie uitgebreid met een verzameling Maastrichts zilver uit de 17e en 18e eeuw (onder anderen van Jacob Nijst, François Hourdoucq, Lambertus Eymael en Joseph-Balthasar Eymael), een pistolencollectie uit de 18e en 19e eeuw (onder anderen van Mathieu Becker, Jacob Behr, J. Deprez, Michel en François De La Haye, Petrus Stevens en Edouard de Beaumont) en diverse schilderijen van de Limburgse Kunstkring (onder anderen Rob Graafland en Henri Jonas). In 1997 verwierf het museum de collectie Bonhomme-Tielens (onder andere Maastrichts zilver, antieke klokken en pistolen). In de loop der jaren is het Maastrichtse element in de verzameling versterkt, waarvoor de oorspronkelijke collectie – of een deel ervan – is afgestoten.

## Recente geschiedenis
Van 2009 tot 2019 stond het museum bekend onder de naam Museum aan het Vrijthof. Van 2010 tot 2012 vond een grootscheepse, 6 miljoen euro kostende verbouwing, renovatie en uitbreiding plaats. Door aankoop van het achterliggende pand Papenstraat 2, een gebouw dat in de 19e eeuw ook al bij het Spaans Gouvernement behoorde, werd het mogelijk het museum uit te breiden, waardoor de expositieruimte vier keer zo groot werd. In maart 2012 heropende het geheel vernieuwde museum. De officiële opening vond plaats in juni 2012 door mr. Pieter van Vollenhoven, met onder andere een lichtspektakel op het Vrijthof. De vaste expositie kreeg als thema ‘Vijfhonderd jaar made in Maastricht’, waarbij de bezoeker door het gebouw wandelend een beeld kreeg van Maastricht van de 15e tot de 21e eeuw, met een nadruk op Maastrichts aardewerk en Maastrichts zilver. Na de heropening werden diverse tentoonstellingen over Maastrichtse kunstenaars of Maastrichtse kunstnijverheid gepresenteerd. Tot 2012 was een klein deel van de collectie Wagner-De Wit (meubels, glas- en aardewerk en enkele schilderijen) in het museum te zien; het grootste deel van de schilderijencollectie is vanaf 2010 niet meer te zien geweest. Veel meubilair is in die tijd verkocht. Vanaf 2017 werd er, naar eigen zeggen, door het museum gewerkt aan een bestemmingsplan voor (delen van) de collectie.
Sinds 2019 noemt Museum aan het Vrijthof zich 'fotomuseum'. Het opende op 26 september 2019 als zodanig zijn deuren met een tentoonstelling van Jimmy Nelson. De officiële naam is sinds mei 2020 Fotomuseum aan het Vrijthof. Het museum presenteert twee keer per jaar een grote naam uit de fotografiewereld met daaromheen een omlijstend programma. Delen van de collectie Wagner-De Wit zijn nog te zien, hetgeen de term 'museum' rechtvaardigt. De hoofdfunctie is nu echter het organiseren van tijdelijke exposities van fotografie. Het museum heeft voor zover bekend geen eigen fotografiecollectie.  

### Huisvesting
Het gebouw van Fotomuseum aan het Vrijthof bestaat uit drie delen:
- het 15e/16e-eeuwse Spaans of Brabants Gouvernement aan het Vrijthof;

- de overdekte binnenplaats (de 'cour') tussen beide bouwdelen met daarin de nieuwe TEFAF-zaal en een grandcafé;
- het 18e-eeuwse pand Papenstraat 2.

### TEFAF-zaal
De belangrijkste stijlkamer is sinds 2012 de TEFAF-zaal, een paviljoen dat op een stalen constructie midden in de 'cour' staat en dat door middel van loopbruggen verbonden is met de rest van het museum. De zaal is ingericht met een kostbare 18e-eeuwse zaalbetimmering, afkomstig uit het gesloopte Huis Vilain XIIII aan de Tongersestraat, die in het Rijksmuseum in Amsterdam was beland en in de jaren 1970 door de kunsthistoricus prof. dr. J.J.M. Timmers terug naar Maastricht werd gehaald. De ontbrekende plafondschilderingen en supraporten werden aangevuld met schilderstukken van de 19e-eeuwse Luikse schilder Charles Soubre (waarvan de plafondstukken na de heropening in 2012 om onbekende redenen niet meer zijn teruggeplaatst).

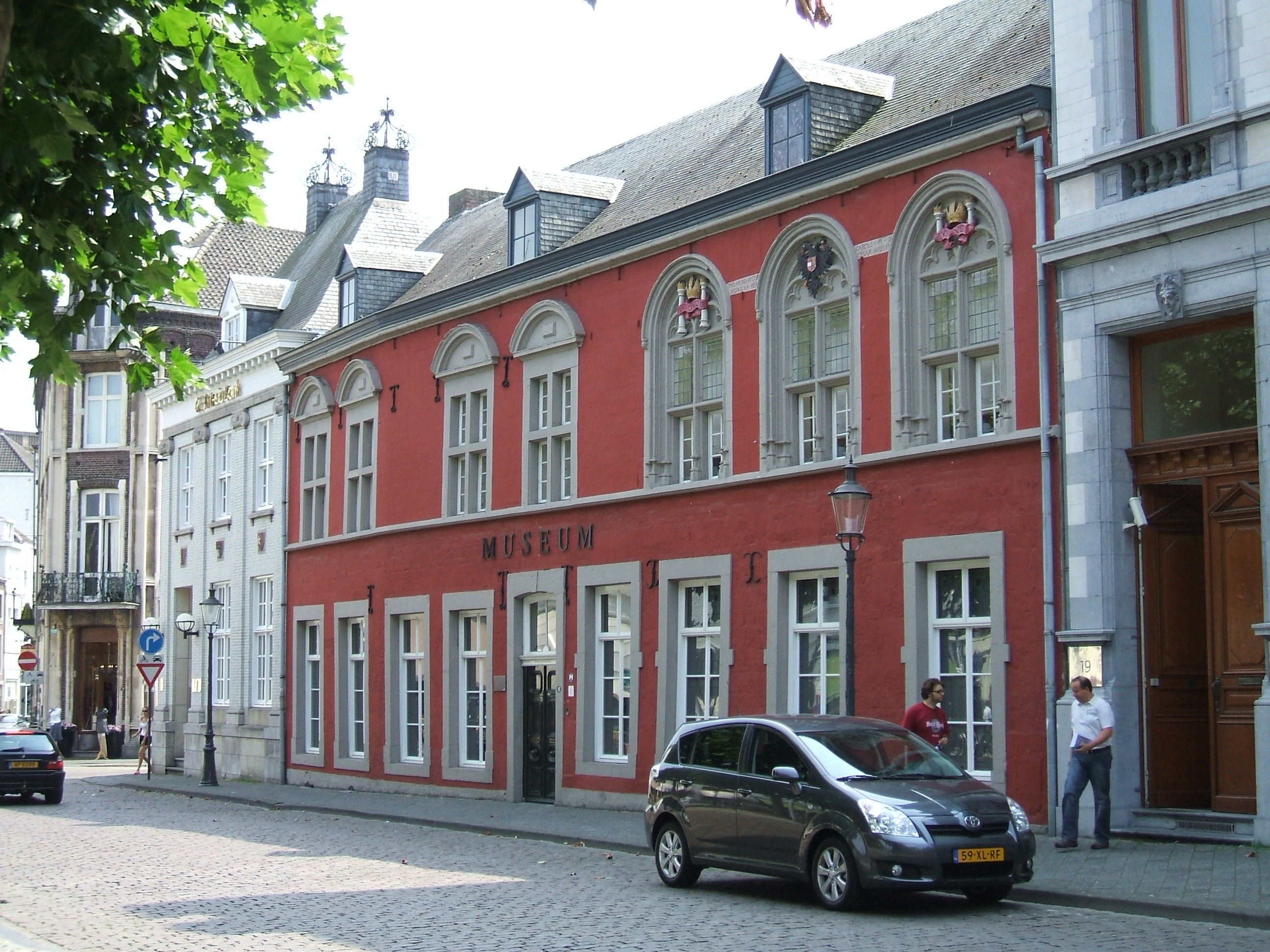
Spaans Gouvernement vóór de verbouwing
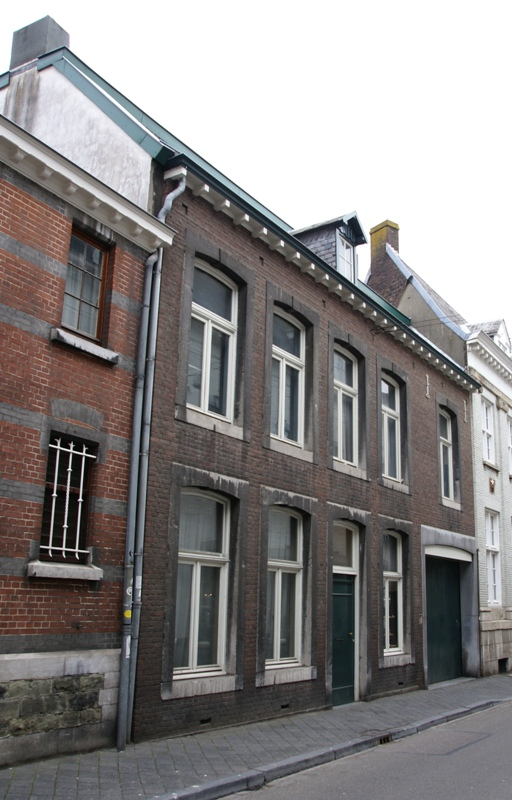
Papenstraat 2 vóór de verbouwing
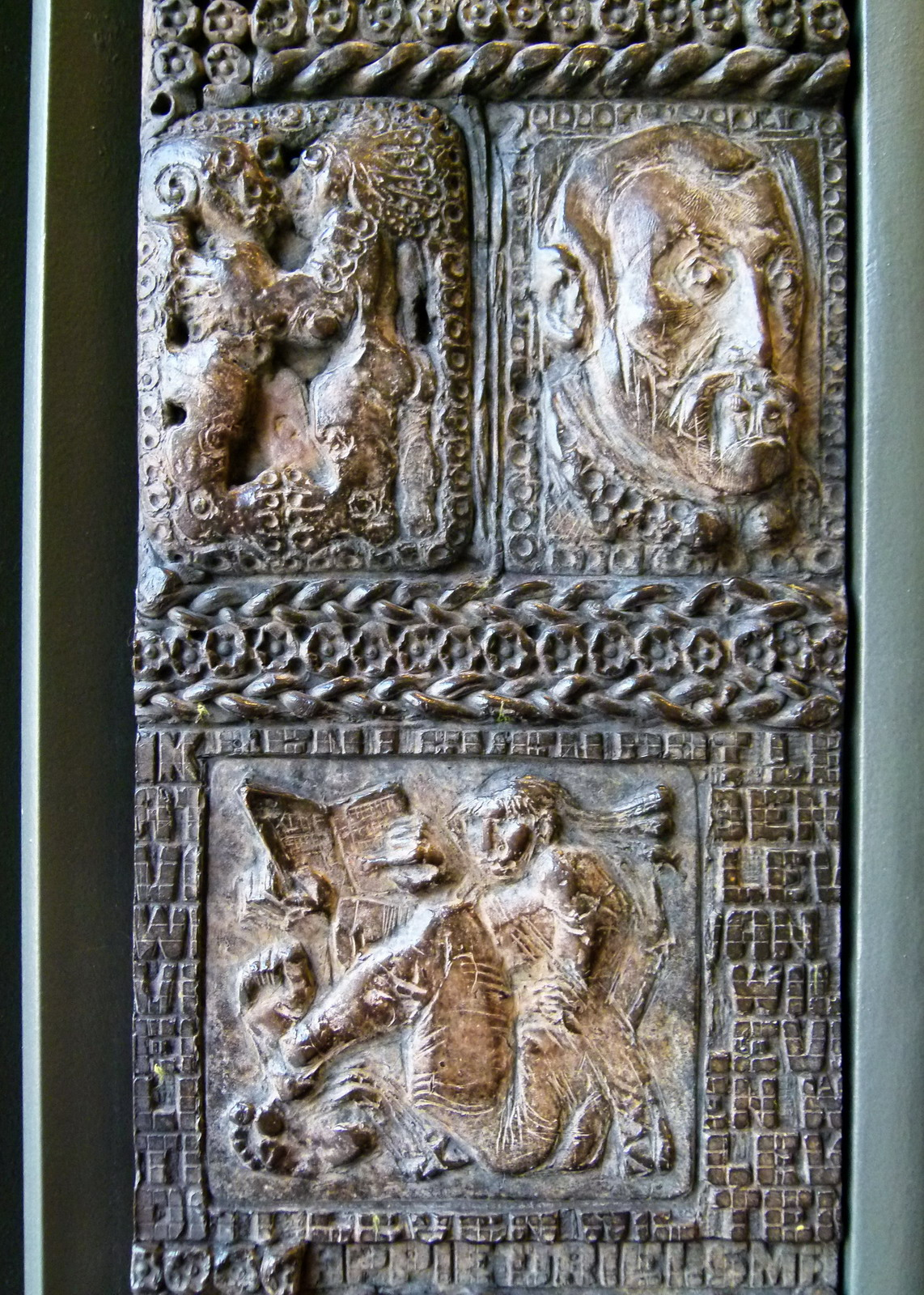
Detail ingangspoort Vrijthof
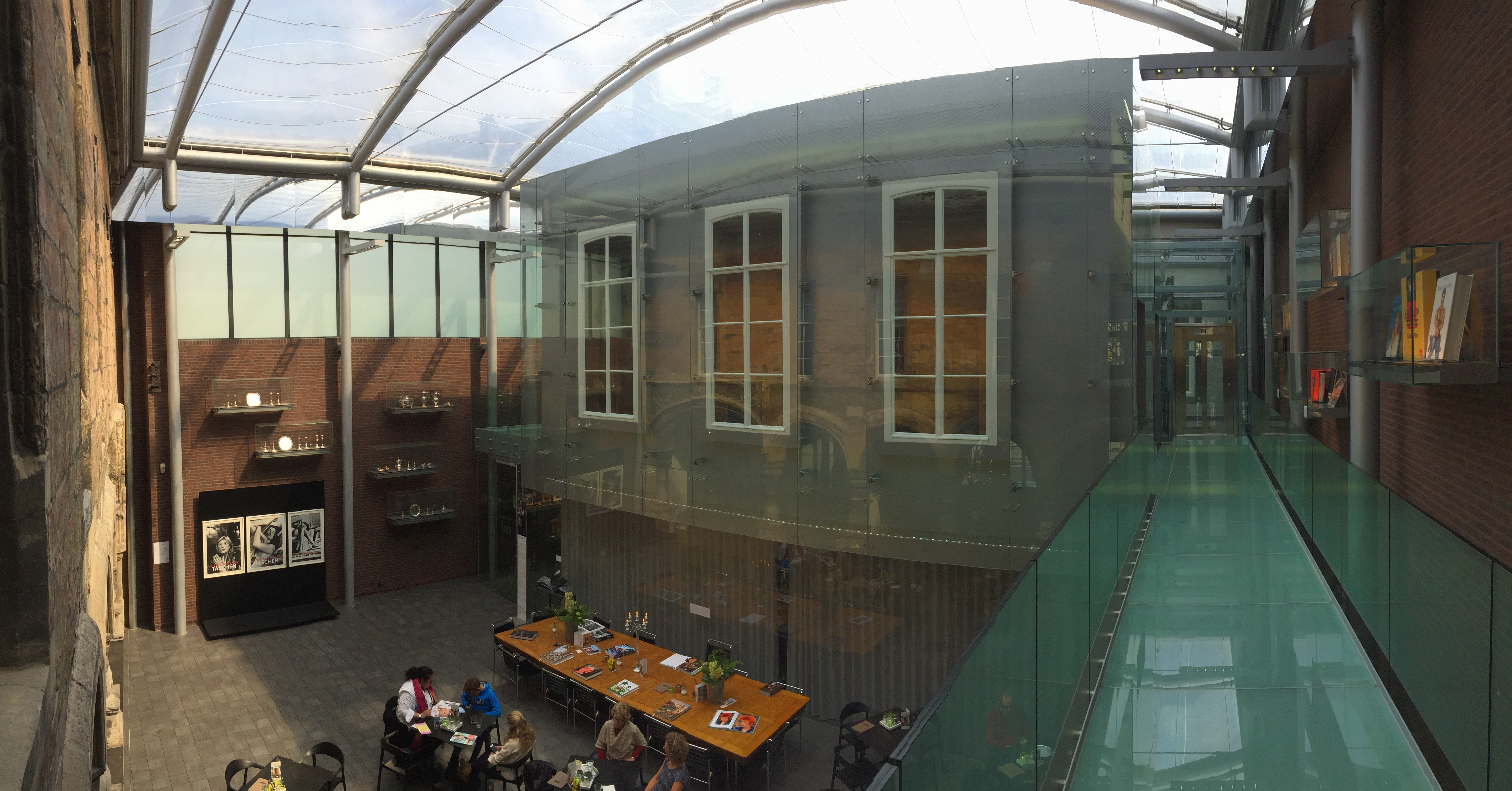
De 'cour' met TEFAF-zaal
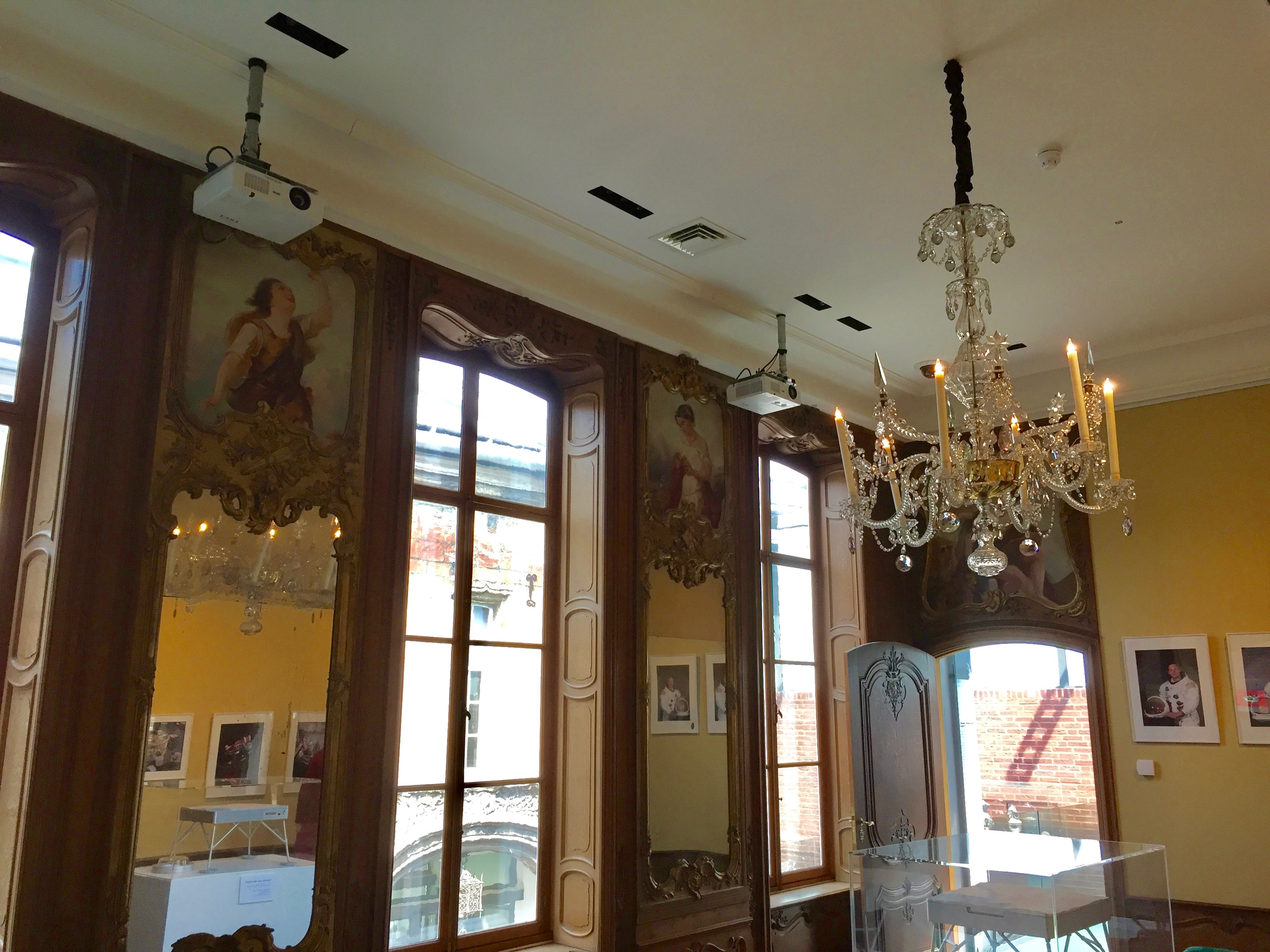
TEFAF-zaal met 18e-eeuwse betimmering